# Ruşan
Ruşan (ryska: Рушан) är en ort i Azerbajdzjan.   Den ligger i distriktet İsmayıllı Rayonu, i den centrala delen av landet, 170 km väster om huvudstaden Baku. Ruşan ligger 702 meter över havet och antalet invånare är 988.
Terrängen runt Ruşan är kuperad åt sydväst, men åt nordost är den platt. Ruşan ligger uppe på en höjd. Närmaste större samhälle är İsmayıllı, 12,9 km öster om Ruşan.
Trakten runt Ruşan består till största delen av jordbruksmark. Runt Ruşan är det ganska glesbefolkat, med 34 invånare per kvadratkilometer.